# Co mówiła cała rodzina
Co mówiła cała rodzina (duń. Hvad hele Familien sagde, ang. What the Whole Family Said) – baśń literacka autorstwa Hansa Christiana Andersena, wydana po raz pierwszy w przekładzie na język angielski w lipcu 1870 roku.

## Publikacja
Publikując baśń literacką Co mówiła cała rodzina, Andersen miał 65 lat. Najpierw ukazało się jej angielskie tłumaczenie na łamach szkockiego miesięcznika dla młodych czytelników „Good Words for the Young” 1 lipca 1870 roku. Angielski tytuł to What the Whole Family Said. Pierwsze duńskie wydanie ukazało się we wrześniu 1870 roku w piątym tomie almanachu literackiego For Romantik og Historie publikowanego przez Hansa Petera Holsta w Kopenhadze (str. 277–280). Duński tytuł to Hvad hele Familien sagde. Baśń była dwukrotnie wznawiana za życia pisarza: w marcu 1872 oraz w grudniu 1874 roku.
W baśni autor odwołuje się tradycji obchodzenia urodzin. Obecne są również motywy religijne, chrześcijańskie. Jest mowa o ojcu chrzestnym, o wartości modlitwy, szczególnie Ojcze nasz, lekturze Biblii, istotnej dla luteranów, do których należał Andersen i prawie wszyscy Duńczycy w XIX wieku. Wymowa baśni jest pozytywna. Bohaterowie cieszą się życiem, które jest cenne i w którym stopniowo dojrzewa się do coraz głębszej wiary w Boga i życie wieczne. Najstarszy bohater, ojciec chrzestny, być może alter ego samego dojrzałego już pisarza, jest „trochę bliżej nieba”, jest syty życia, które kocha i które mimo wszystko ocenia jako pełne szczęścia. Dla niego życie to najpiękniejsza baśń!

## Polskie przekłady
Pierwsze tłumaczenie baśni literackiej na język polski autorstwa Stefanii Beylin ukazało się w antologii wydanej w 1931 roku przez Wydawnictwo Jakuba Mortkowicza (Co powiedziała cała rodzina). Tłumaczenie bezpośrednio z języka duńskiego, autorstwa Bogusławy Sochańskiej, ukazało się w 2006 roku w zbiorze Baśnie i opowieści.

## Fabuła
Streszczenia dokonano na podstawie wersji duńskiej z 1872 roku.
Mała Marie obchodzi urodziny. Uważa ten dzień za najpiękniejszy ze wszystkich. Na przyjęcie przychodzą mali przyjaciele. Dziewczynka ma na sobie najładniejszą sukienkę, którą przed śmiercią uszyła jej babcia. Na stole leży mnóstwo prezentów. Dziewczynka dostaje między innymi małą kuchnię ze wszystkimi akcesoriami oraz lalkę, która przewraca oczami i jęczy, gdy nacisnąć jej brzuszek. Jest też książka z pięknymi obrazkami i opowieściami. Dziewczynka nie potrafi jeszcze czytać, wszystko jeszcze przed nią, cieszy się tym, co dzieje się tu i teraz. Dziecko mówi: „Tak, życie jest cudowne!”, a ojciec chrzestny dodaje, że to najpiękniejsza baśń.
W sąsiednim pokoju bawią się jej dwaj starsi bracia, którzy mają dziewięć i jedenaście lat. Chłopcy też cieszą się życiem, bo są zdrowi, zdobywają dobre oceny i bawią się w najlepsze z kolegami. Lubią jeździć na łyżwach zimą, na welocypedach latem oraz czytać o rycerskich zamkach i odkryciach w Afryce. Jeden z chłopców martwi się tylko tym, że wszystko zostanie odkryte, zanim dorośnie i sam wyruszy na wyprawę.
W domu na piętrze mieszka dalsza część rodziny: starsi chłopcy, którzy także mówią, że życie to najpiękniejsza przygoda i pragną iść naprzód, by cieszyć się wolnością. Ojciec i matka, starsi ludzie, patrzą z uśmiechem na młodych. Mówią, że życie nie toczy się dokładnie tak, jak młodzi myślą, ale jednak się toczy. Uważają, że życie jest zadziwiającą, a zarazem piękną baśnią.
Na poddaszu mieszka ojciec chrzestny. Jest stary ciałem, ale młody duchem i zawsze ma dobry humor. Potrafi opowiadać wiele długich historii z całego świata. Jego pokój wypełniają pamiątki przywiezione z różnych krajów. Na ścianach wiszą obrazy, a szyby w oknach są czerwone i żółte. W dużej szklanej kuwecie rosną zielone rośliny, a w akwarium pływają złote rybki. W pokoju zawsze pachnie kwiatami, nawet zimą, gdy w kominku pali się ogień.
Obok stoi wielki regał pełen książek, a najważniejszą z nich jest Biblia. Mężczyzna czyta w niej o stworzeniu świata, potopie, królach i Królu królów, tzn. Jezusie. Twierdzi, że w tej jednej księdze zawarte jest wszystko, co się wydarzyło i co się wydarzy. Uczy Marie, że najważniejszą modlitwą jest Ojcze nasz, którą każdy człowiek powinien nosić w sercu przez całe życie. Jego oczy błyszczą z radości, bo wie, że życie jest najpiękniejszą baśnią, którą daje Bóg i która trwa wiecznie. Cała rodzina, a zwłaszcza starzec, mówi prosto z serca: „Życie jest najpiękniejszą baśnią!”